# 浅野村 (香川県)
浅野村（あさのむら）は、香川県香川郡にあった村。現在の高松市香川町浅野。

## 人口
| \| 1920年（大正9年） \| 2,618人 \| \| \| 1925年（大正14年） \| 2,599人 \| \| \| 1930年（昭和5年） \| 2,680人 \| \| \| 1935年（昭和10年） \| 2,661人 \| \| \| 1940年（昭和15年） \| 2,666人 \| \| \| 1947年（昭和22年） \| 3,576人 \| \| \| 1950年（昭和25年） \| 3,545人 \| \| |         |  |
| 総務省統計局 / 国勢調査（1950年） |         |  |
| 1920年（大正9年） | 2,618人 |  |
| 1925年（大正14年） | 2,599人 |  |
| 1930年（昭和5年） | 2,680人 |  |
| 1935年（昭和10年） | 2,661人 |  |
| 1940年（昭和15年） | 2,666人 |  |
| 1947年（昭和22年） | 3,576人 |  |
| 1950年（昭和25年） | 3,545人 |  |

## 歴史
- 1890年2月15日 - 町村制施行に伴い、香川郡淺野村として発足。
- 1955年4月1日 - 川東村、大野村と合併して香川町となり消滅。